# TLR4
O receptor do tipo Toll 4 é uma proteína codificada em humanos pelo gene TLR4. TLR 4 é um receptor do tipo Toll. Ele detecta lipopolissacarídeo (LPS) de bactérias Gram-negativas e é, por consequência, importante na ativação da resposta imune inata. O TLR 4 também foi denominado como CD284 (cluster of differentiation 284). O peso molecular do TLR 4 é aproximadamente 95 kDa.

## Função
Essa proteína faz parte da família dos Toll-like receptors (TLR) que possui um papel crucial no reconhecimento de patógenos e na ativação da imunidade inata. TLRs são altamente conservados de Drosophila até humanos e compartilham semelhanças estruturais e funcionais. Eles reconhecem padrões moleculares associados a patógenos (do inglês, PAMPs) que são expressados por agentes infecciosos e medeiam a produção de citocinas necessárias para o desenvolvimento de uma resposta imune eficiente.
Os variados TLRS apresentam padrões de expressam diferentes també, Esse receptor é expresso mais abundatemente na placenta em subpopulações mielomonocíticas dos leucócitos.
Ele coopera com  LY96 (atambém conhecido comoMD-2) e CD14 para mediar os eventos de transdução de sinal induzidos por lipopolissacarídeo (LPS), encontrado na maior parte das bactérias gram-negativas. 

Muitas variantes transcripcionais já foram descobertas, mas o potencial codificador de proteína da maioria delas é incerto.

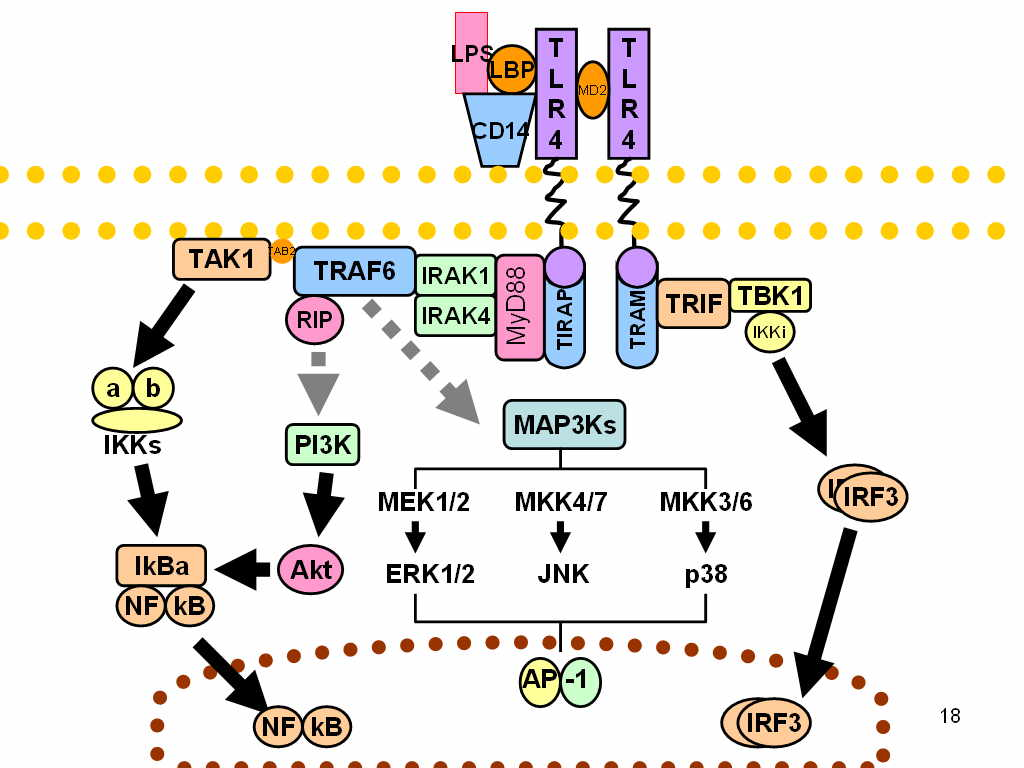
Via de sinalização dos receptores do tipo Toll. As linhas pontilhadas cinzas representam associações desconhecidas

## Interações
TLR 4  interage com:
- Lymphocyte antigen 96,[5][6]
- Myd88,[7][8][9][10] e
- TOLLIP.[11]

O tráfego intracelular de  TLR4 depende da GTPase Rab-11a, e "knock downs" de Rab-11a resultam em recrutamento dificultado de TLR4 para fagossomoas contendo E. coli-ce reduão subsequente do sinal pela via independente de MyD88.

## Significado clínico
Vários polimorfismos de sítio único (SNPs) do TLR4 in já foram identificados e, para alguns deles, foram mostradas associações com a susceptibilidade a infecções por bactérias gram-negativas  ou progressão mais rápida ou mais severa da sepse em pacientes críticos.

## TLR 4 e etanol
Uma correlação entre o receptor TLR 4 e " binge drinking " (beber muito de uma vez só) já foi sugerido. Com manipulação dos genes para TLR 4 e receptores GABA, animais treinados para beber excessivamente demonstraram uma "profunda redução" no comportamento de beber. Adicionalmente, já foi mostrado que etanol, mesmo na ausência de LPS, pode ativar a via de sinalização do TLR4.

## Drogas com TLR4 como alvo
TLR4 é importante para os efeitos adversos de longo prazo de opióides. Diversos ligantes do receptor opióide μ possuem também ação como agonistas ou antagonistas do TLR4, sendo agonistas opióides como morfina, agonistas TLR4 e antonistas opioides, como naloxona, TLR4 antagonistas. A ativação de TLR4 leva à liberação "downstream" de moduladores inflamatórios, incluindo TNF-α e IL-1, e acredita-se que a liberação constante, em baixo nível, desses moduladores diminui a eficácia do tratamento com o tempo e pode estar envolvida tanto no desenvolvimento de tolerância ao tratamento, como no surgimento de efeitos adversos como hiperalgesia e alodinia. Drogas que bloqueiam a ação de TNF-α ou IL-1β foram testadas, e são capazes de aumentar o efeito analgésico de opióides, diminuindo tolerância e efeitos adversos, demonstrado tambem com drogas que bloqueiam diretamente oTLR4 .A resposta do TLR4 a drogas opióides é independente de enantiomeria, com os enantiômeros inativos de morfina e naloxona, que não tem afinidade por receptores opióides, produzem a mesma atividade dos TLR4  Logo enantiômeros inativos como (+)-naloxone, podem ser usados para bloquear a atividade do TLR4 sem afetar a resposta analgésica do receptor μ.) 
Morfina causa inflammation ligando-se ao lymphocyte antigen 96, que leva a ligação da proteína ao TLR4. Esse processo de ativação do TLR4 atenua a supressão da dor pelo opióide e diminui o desenvolvimento detolerância e dependência, abuso de drogas e outros efeitos colaterais negativos, como depressão respiratória.Fármacos candidatos que têm como alvo o TLR4 podem melhorar as terapias de controle da dor com opióides

### Agonistas
- Glicuronoxilomanano de Cryptococcus[31][32]
- Morfina-3-glicuronida (inativo em receptores opioides, seletivo para TLR4)[21][33]
- Isômeros "não-naturais" como a (+)-morfina ativa TLR4 sem ativar normalmente receptores opióides.[24] Contudo, (+)-morfina também um agonista de receptores sigma.[33]

### Antagonistas
- O análogo do lipídeo A eritroran age como antagonista do TLR4.[34] É usado para tratar gripes severas, apesar de não atacar o vírus em si, mas sim prevenir uma reação imune massiva chamada de 'cytokine storm" (tempestade de citocinas").[35]

- (+)-naloxona (isômero "não natural" inativo em receptores opióides, seletivo para inibição do TLR4)[25]